# Ruta Estatal de California 177
La Ruta Estatal de California 177, y abreviada SR 177 (en inglés: California estado Route 177) es una carretera estatal estadounidense ubicada en el estado de California. La carretera inicia en el Sur desde la I 10     cerca de Desert Center en sentido Norte hasta finalizar en la SR 62     cerca de Rice. La carretera tiene una longitud de 43,5 km (27.024 mi).

## Mantenimiento
Al igual que las autopistas interestatales, y las rutas federales y el resto de carreteras estatales, la Ruta Estatal de California 177 es administrada y mantenida por el Departamento de Transporte de California por sus siglas en inglés Caltrans.

## Cruces
Toda la ruta se encuentra dentro del condado de Riverside.
| 0.00 | I 10 – Blythe, Indio                                                               | Interchange |
| 0.26 | Kaiser Road (CR R2) – Kaiser Mine                                                  |             |
| 27.02 | SR 62 (Twentynine Palms Highway, Desert Center Rice Road) – Rice, Twentynine Palms |             |
| 1.000 mi = 1.609 km; 1.000 km = 0.621 mi Cerrada/Antigua • Terminal concurrente • Acceso incompleto • Propuesta/Sin abrir |                                                                                    |             |